# Eulasia pietschmanni
Eulasia pietschmanni es una especie de coleóptero de la familia Glaphyridae.

## Distribución geográfica
Habita en Irak.